# Bathypalaemonella serratipalma
Bathypalaemonella serratipalma är en kräftdjursart som beskrevs av L. H. Pequegnat 1970. Bathypalaemonella serratipalma ingår i släktet Bathypalaemonella och familjen Bathypalaemonellidae. Inga underarter finns listade i Catalogue of Life.